# 스테이트 오브 플레이 (드라마)
《스테이트 오브 플레이》(State of Play)는 데이비드 예이츠가 감독하고 폴 애벗이 각본을 쓴 6부작 영국 드라마이다. 2003년에 BBC One에서 방영했으며, 영국방송협회가 독립 제작사인 엔도(Endor)와 함께 내부 제작했다.